# Chrysler C6 (Europa)

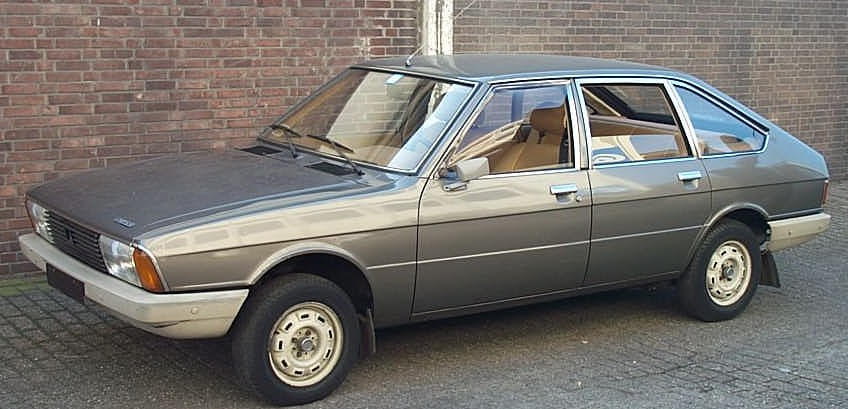
Simca 1307 GLS (1978)

Chrysler C6 ist die werksinterne Bezeichnung einer Mittelklasselimousine, die Chrysler Europe in Frankreich und Großbritannien entwickelte und ab 1975 unter verschiedenen Marken und Modellbezeichnungen verkaufte. Auf kontinentaleuropäischen Märkten hießen die Schrägheckfahrzeuge zunächst Simca 1307, 1308 und 1309, während sie auf den britischen Inseln als Chrysler Alpine verkauft wurden; in Spanien lautete die Modellbezeichnung schließlich Chrysler 150. Nach der Übernahme der europäischen Chrysler-Niederlassungen durch die französische PSA-Gruppe 1979 änderten sich die Modellbezeichnungen in Talbot 1510 bzw. Talbot 150 (Südeuropa) und Talbot Alpine (britische Inseln). 1980 ergänzte die viertürige Stufenhecklimousine Talbot Solara das Programm. Anders als in Großbritannien war die Schrägheckversion des C6 in Frankreich und Südeuropa zunächst sehr erfolgreich; 1976 wurde sie in Europa außerdem zum Auto des Jahres gewählt. In den 1980er-Jahren brach der Absatz allerdings ein. Die Produktion der letzten Versionen endete Mitte 1986.

## Entstehungsgeschichte

### Einordnung

Pentastar: Chrysler-Logo

Initiator des C6-Projekts war Chrysler Europe, die europäische Niederlassung des US-amerikanischen Automobilkonzerns Chrysler. Sie hatte ihre Wurzeln in der britischen Rootes-Gruppe, die Chrysler 1967 vollständig übernommen hatte, und dem französischen Automobilhersteller Simca, der seit 1958 anteilig und seit 1971 vollständig zu Chrysler gehörte. In den ersten Jahren waren die Modellpaletten der französischen und der britischen Betriebe von Chrysler Europe (ähnlich wie bei Ford und Vauxhall/Opel) vollständig getrennt; es gab keinerlei Synergieeffekte. Die Rootes-Marken Hillman, Humber, Singer und Sunbeam boten den kleinen Heckmotorwagen Hillman Imp und den Mittelklassewagen Hillman Hunter vornehmlich für den britischen und den irischen Markt, während Simca mit dem kleinen Heckmotorwagen 1000, dem frontgetriebenen 1100 und dem hinterradgetriebenen 1301/1501 vorwiegend Kontinentaleuropa bediente. Das erste für alle Märkte entwickelte Auto von Chrysler Europe war die Stufenhecklimousine Chrysler 160/180/2 Litre, die 1970 erschien und in der oberen Mittelklasse positioniert war.
Auch in der Mittelklasse waren die Konzernmodelle zu Beginn der 1970er-Jahre klar getrennt. Aus Frankreich kam der inzwischen veraltete Simca 1501, während auf dem britischen Markt die Ableger des viertürigen Arrow angeboten wurden. Chrysler initiierte das C6-Projekt 1972 zunächst nur mit dem Ziel, einen Nachfolger für den Simca 1501 zu entwickeln. Anderseits war es von Beginn an beabsichtigt, den C6 auch in Großbritannien zu verkaufen. Dort ersetzte er erst mit einer Verzögerung von einigen Jahren den Chrysler Hunter (1979) und den Talbot Avenger (1981).

### Entwicklung
Die Entwicklung des C6 begann 1972. In der frühen Planungsphase lagen die Vorstellungen der französischen und der britischen Standorte weit auseinander. Das britische Chrysler-Werk stellte sich den C6 als eine vergrößerte Version des Hillman Avenger mit Hinterradantrieb vor, als Alternative zum damals in Großbritannien sehr erfolgreichen Ford Cortina und zum (nicht ganz so erfolgreichen) Morris Marina. Simca dagegen favorisierte eine moderne fünftürige Limousine mit Frontantrieb nach dem Muster des Renault 12 und des VW Passat. Anfängliche Überlegungen, beide Antriebsvarianten parallel zu produzieren, wurden letztlich aus Kostengründen zugunsten des Frontantriebskonzepts aufgegeben. Auch die Idee britischer Ingenieure, die auf Hinterradantrieb ausgelegte Plattform des Hillman Avenger auf Frontantrieb umzustellen, blieb erfolglos. Im Ergebnis wurden die Entwicklungsarbeiten wie schon beim 160/180/2 Litre zwischen den französischen und britischen Werken aufgeteilt. Simca entwickelte die Technik des C6, während das Karosseriedesign in Großbritannien entstand.
Im Sommer 1975 war die Entwicklung des C6 abgeschlossen. Er debütierte im Oktober 1975 auf dem Pariser Autosalon als Simca und ging ein halbes Jahr später auf den britischen Inseln auch als Chrysler in den Verkauf.

## Modellbeschreibung

### Karosserie

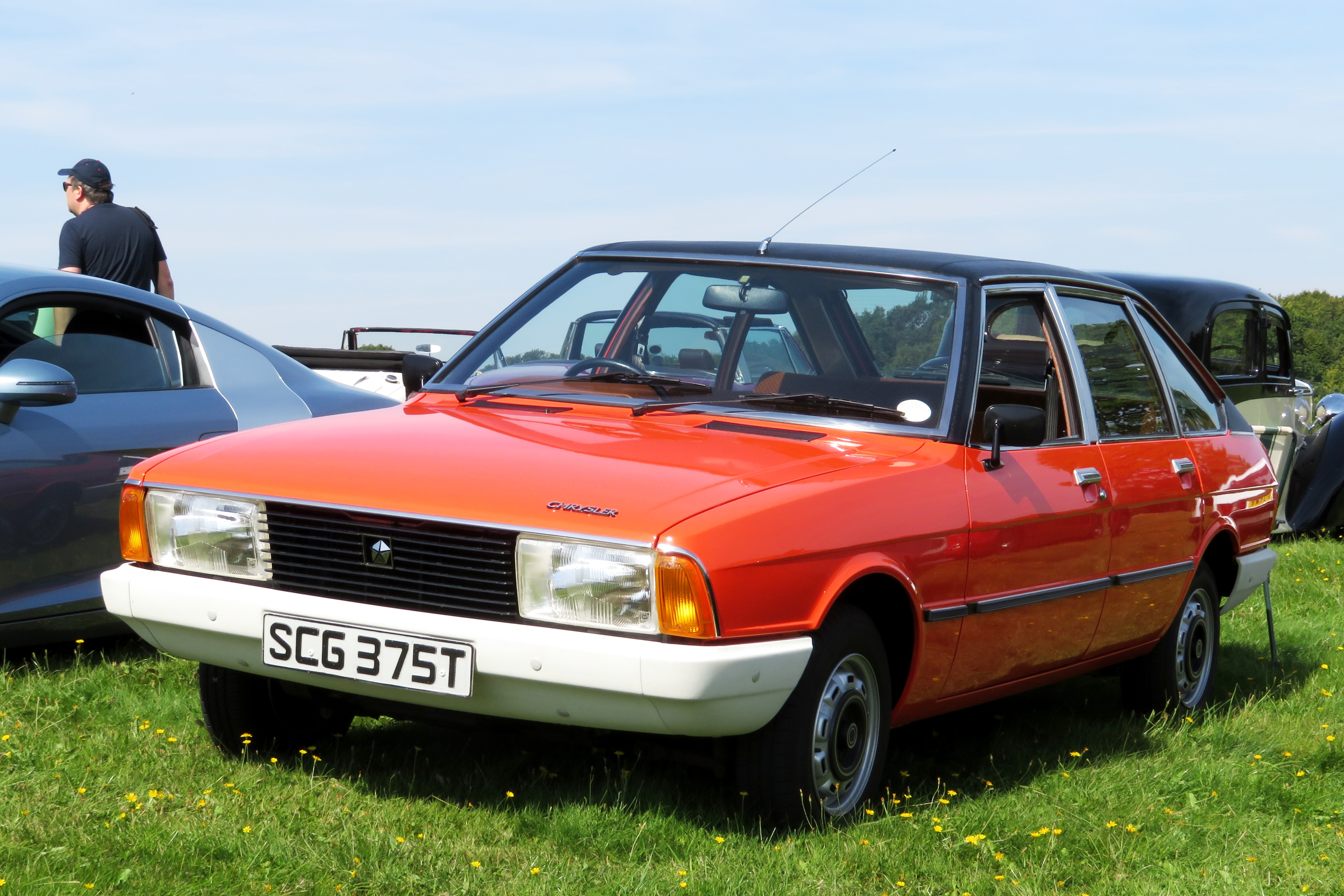
Ursprüngliche Form: britischer Chrysler Alpine (1977) mit Vinyldach

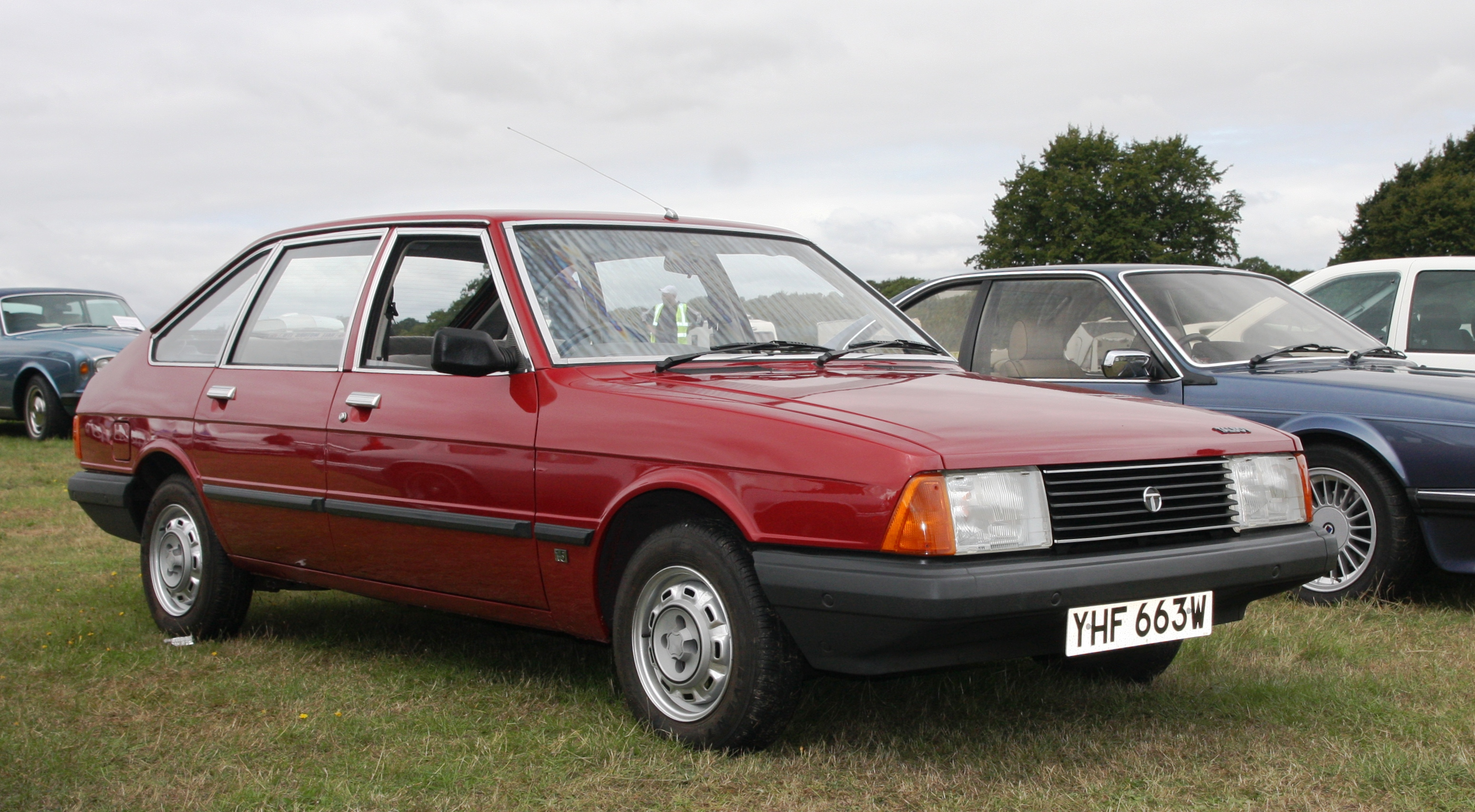
Facelift: Talbot 1510/Alpine ab 1980

Der C6 war als Fließhecklimousine mit großer Heckklappe konzipiert. Mit der Entscheidung für diese Karosserieform entsprach das Chrysler-Management den Vorstellungen Simcas und berücksichtigte, dass südeuropäische Kunden fünftürige Autos seit Jahren schätzten. Anderseits widersprach das den Interessen der britischen Autokäufer, die vielfach konventionelle Stufenheckfahrzeuge bevorzugten. Eine Stufenheckversion kam erst fünf Jahre nach der Einführung des C6. Das Kofferraumvolumen fiel trotz der Vollheckkarosserie mit 306 Litern relativ gering aus. Beim Umklappen der Rücksitzlehnen bewegten sich die Rücksitze nach vorn, sodass sich dann ein Kofferraum von 1255 Litern ergab. Der Tank fasste 60 Liter Kraftstoff.

#### Design
Das Karosseriedesign des C6 wurde in Großbritannien unter der Leitung des ehemaligen Rootes-Designers Roy Axe entwickelt. Zu den besonderen Merkmalen der Karosserie gehören die dünnen Fahrzeugsäulen, die dem Aufbau einen leichten Eindruck verleihen und eine überdurchschnittliche Rundumsicht ermöglichen. In der C-Säule befindet sich ein dreieckiges Seitenfenster, dessen Form die deutsche Presse dazu veranlasste, den C6 als „Doppelgänger“ des insoweit ähnlich gestalteten VW Passat zu beschreiben. Das Dach ist bei den kontinentaleuropäischen Versionen regelmäßig in Wagenfarbe lackiert. Die in Großbritannien verkauften Autos konnten dagegen mit einem farblich abgesetzten Vinyldach bestellt werden. Die damals neuartigen Stoßfänger sind außerlich vollständig mit Kunststoff überzogen. Sie sind nicht in Wagenfarbe lackiert, sondern entweder hellgrau oder schwarz. Zeitgenössische Tester hielten die Stoßfänger für „klobig“.

#### Facelift
1980 erschien der C6 mit einer stilistisch überarbeiteten Karosserie. Die Karosseriebleche blieben weitestgehend unverändert. Das Facelift betraf vor allem die Gestaltung der Scheinwerfer und Blinker, die eine andere Neigung erhielten, sowie die Rückleuchten. Auch die Stoßfänger wurden neu gestaltet.

### Technik

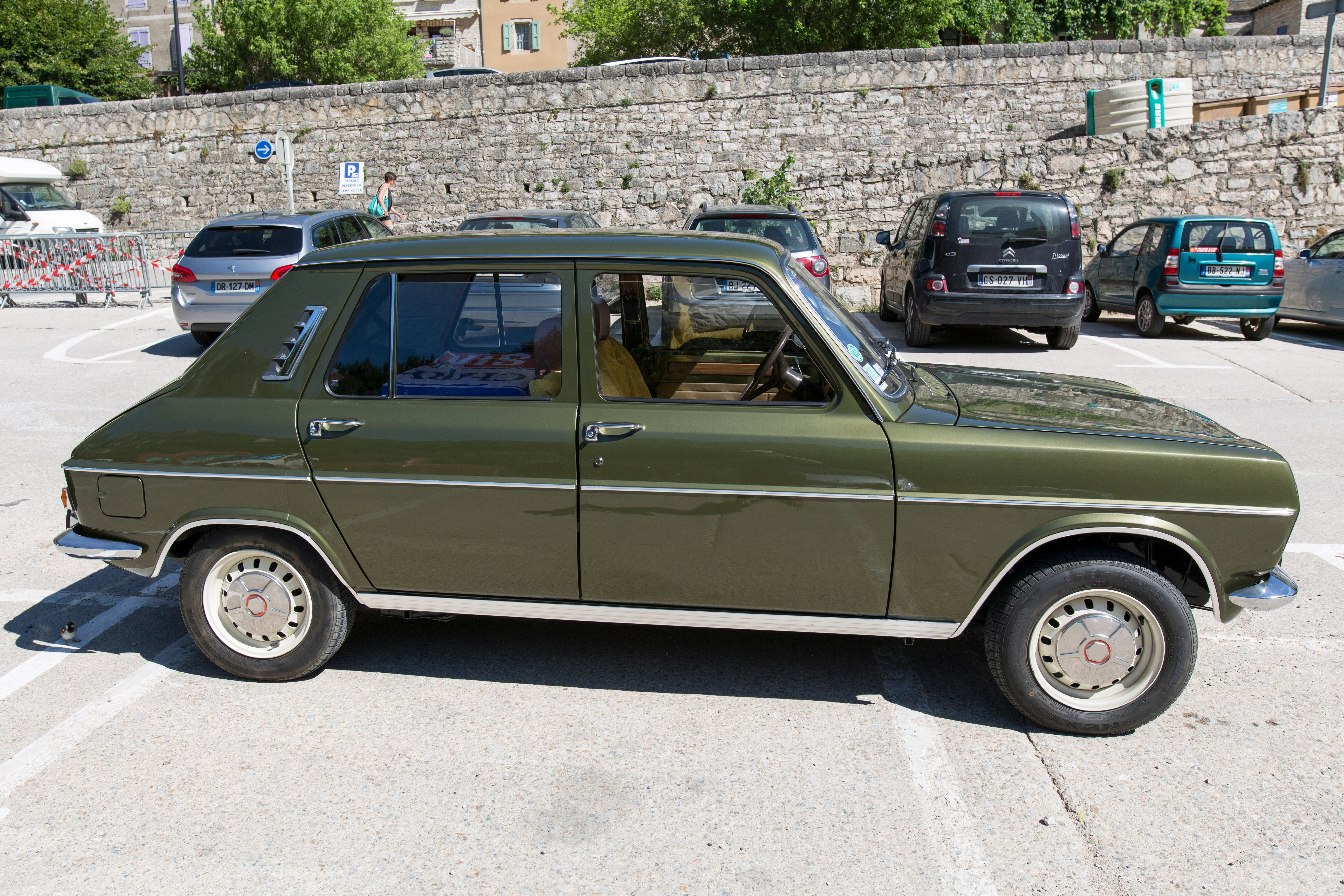
Lieferte die technische Basis: Simca 1100

Die Technik des Simca 1307 wurde in Frankreich entwickelt. Aus Kostengründen gab es wenige neue Lösungen. In technischer Hinsicht ist der 1307 eine vergrößerte Version des Kompaktfahrzeugs Simca 1100, von dem die wesentlichen Aufhängungsteile, die Motoren und auch die Getriebe übernommen wurden.

#### Fahrwerk
Das Fahrwerk des C6 entspricht weitgehend dem des 1967 vorgestellten Simca 1100. Vorn und hinten sind die Räder einzeln aufgehängt. An der Vorderradaufhängung werden Querlenker und Drehstabfedern verwendet, hinten Längslenker und Schraubenfedern. Vorn und hinten finden sich Stabilisatoren und hydraulische Teleskopstoßdämpfer. Neu war die Lenkgeometrie mit einem Lenkrollradius von Null.

#### Motoren und Kraftübertragung
Zum Einsatz kommen drei unterschiedlich große Reihenvierzylindermotoren aus der sogenannten Simca-Poissy-Reihe, es handelt sich also nicht um Neuentwicklungen. Der Motor wurde hierbei quer und um 41° nach hinten geneigt eingebaut.
- Die kleinste Motorisierung ist der werksintern als 6G1 bezeichnete Vierzylinder mit 1294 cm³ Hubraum (Bohrung × Hub: 76,7 × 70 mm). Er hat eine untenliegende Nockenwelle und leistet bei einem einfachen Vergaser (Solex 32 BISA) und Normalbenzin 55 PS (40,5 kW),[5] oder höherverdichtet mit Superbenzin 68 PS.
- Die nächstgrößere Motorisierung ist die 6Y2 genannte Version mit 1442 cm³ (Bohrung × Hub: 76,7 × 78 mm). Er ist mit einem DC-Vergaser von Weber ausgestattet. Die Motorleistung beträgt je nach Version 75 PS (55 kW) oder 85 PS (62 kW). Die stärkere Version des 1,4-Liter-Motors hat eine geänderte Nockenwelle und größere Ventile.[6]

## Entwicklungsschritte
- 1975: Im August Einführung der – vorn drehstabgefederten – Modelle Simca 1307 GLS, 1307 S und 1308 GT. Der zum Schutz der Insassen vorn gekippt eingebaute Simca Poissy-Motor (6G1) mit 1294 cm³ (Bohrung 76,7 × 70 mm) und untenliegender Nockenwelle leistet bei einem einfachen Vergaser (Solex 32 BISA) und Normalbenzin 55 oder 60 PS,[7] höherverdichtet mit Superbenzin 68 PS. Mit zwei Doppelvergasern liefert er 82 PS bei 6000/min an die hydraulisch betätigte Kupplung. Im 1308 GT leistet der 6Y2 (76,7 × 78 mm Hub) 1442-cm³-Motor mit einem DC-Vergaser (Weber 36 DCNF) 85 PS bei 5600/min für eine Höchstgeschwindigkeit von 165 km/h.
- 1976: Der 1307 erhält in Europa die Auszeichnung Auto des Jahres 1976.
- 1977: Beträchtlicher Handelserfolg mit 1100 produzierten Kraftfahrzeugen pro Tag. Einführung des 1308 GL und 1308 GLS. Der 1307 S erhält die komfortable Ausstattung des 1308 GT mit Colorverglasung, Zentralverriegelung, zwei elektrischen Fensterhebern, Drehzahlmesser, digitaler Quarzuhr, Tankreserveleuchte, Scheinwerferreinigung, rückstellbarem Tageskilometerzähler, Heckenscheibenwischer, Scheibenwischerintervall u. ä.
- 1978: Der Simca 1309 mit einem (Bohrung 80,6 × 78 mm) 1592-cm³-Motor 6J ergänzt die Baureihe. PSA Peugeot Citroën übernimmt im Sommer Simca vom Chrysler-Konzern. Als äußerlich sichtbares Zeichen der Übernahme führt PSA den alten Markennamen Talbot wieder ein, den die Simca-Modelle in der Folgezeit nach und nach erhalten.
- 1979:  Der 1309 SX mit Automatikgetriebe wird vorgestellt. Im Sommer Ablösung der Baureihe durch den Talbot 1510 mit deutlich modifizierter Karosserie und leicht verringertem Luftwiderstand (Luftwiderstandsbeiwert (cw) 0,39 statt 0,41).
- 1980: Im April wird der Talbot Solara vorgestellt, eine viertürige Stufenheck-Limousine auf Basis des 1510.
- 1981: Die Baureihe umfasst nun: 1510 LS (1294 cm³, 68 PS), 1510 GL und 1510 GLS (1442 cm³, 85 PS), 1510 SX (1592 cm³, 88 PS,  Automatikgetriebe), Solara LS (1442 cm³, 70 PS), Solara GL (1442 cm³, 85 PS), Solara GLS (1442 cm³, 85 PS, mit 5-Gang-Getriebe) und Solara SX (1592 cm³, 88 PS mit Automatik- oder 5-Gang-Getriebe)
- 1982: Der Talbot 1510 SX mit 90 PS wird nun auch wahlweise mit 5-Gang-Getriebe angeboten und erhält eine Servolenkung.
- 1984: Im April wird die Produktion des 1510 beendet. In Großbritannien wird er noch als Talbot Alpine verkauft. Mitte 1984 beschließt PSA, die Marke Talbot einzustellen.
- 1985: Der Solara erfährt eine letzte Überarbeitung. Die Produktion in Frankreich wird eingestellt, nur in Spanien werden noch Fahrzeuge aus bereits produzierten Teilen hergestellt.
- 1986: Im Juni wird die Marke Talbot von PSA endgültig eingestellt. Die letzten Solara werden noch bis Anfang 1987 abverkauft.

## Produktion
In Frankreich war der 1307/1308 von Beginn an erfolgreich. Im Laufe des Kalenderjahrs 1976 waren im Simca-Werk in Poissy 218.216 Autos der Baureihe entstanden, 1977 wurden 258.195 Fahrzeuge produziert. 1978 fiel die Produktion des 1307/1308 in Frankreich auf 155.875 Autos zurück, im folgenden Jahr entstanden nur noch 112.966 Autos. Als wesentlicher Grund für den Rückgang der Produktion wird die Einführung des neu konstruierten Kompaktmodells Horizon angesehen.

## Die Fließheckmodelle im Überblick
| Modell         | Code   | Motor | Hubraum cm³ | Leistung PS bei 1/min | Max. Drehmoment Nm bei 1/min | Gewicht (kg) | Geschwindigkeit V max in km/h | Benzinverbrauch (l/100 km) | Jahr der Produktion |
| Chrysler-Simca |        |       |             |                       |                              |              |                               |                            |                     |
| 1307 GLS       | S6MC1  | 3G2   | 1294        | 68/5600               | 105/2800                     | 1.040        | 152                           | 6,9                        | 1975–79             |
| 1307 S         | S6MC1  | 3G2   | 1294        | 82/6000               | 107/3000                     | 1.070        | 163                           | 7,1                        | 1975–78             |
| 1307 S         | S6MD1Z | 6Y2   | 1442        | 85/5600               | 125/3000                     | 1.075        | 164                           | 7,1                        | 1978–79             |
| 1308 GT/ S/SL  | S6MD1  | 6Y2   | 1442        | 85/5600               | 125/3000                     | 1.075        | 164                           | 7,1                        | 1975–78             |
| 1309 SX        | S6MB1  | 6J2   | 1592        | 88/5400               | 132/3000                     | 1.085        | 164                           | 8,4                        | 1978–79             |
| Talbot         |        |       |             |                       |                              |              |                               |                            |                     |
| 1510 LS        | T6MC1  | G1A   | 1294        | 68/5600               | 105/2800                     | 1.050        | 153                           | 6,9                        | 1979–81             |
| 1510 LS        | 61A281 | 6Y1   | 1442        | 69/5200               | 114/3000                     | 1.060        | 155                           | -                          | 1981–82             |
| 1510 GL        | S6MD5  | 6Y2   | 1442        | 85/5600               | 125/3000                     | 1.060        | 164                           | 7,1                        | 1979–82             |
| 1510 GLS       | S6MD5  | 6Y2   | 1442        | 85/5600               | 125/3000                     | 1.060        | 164                           | 7,1                        | 1979–81             |
| 1510 GLS       | 61A382 | 6J2   | 1592        | 90/5400               | 132/3000                     | 1.110        | 167                           | 8,8                        | 1981–82             |
| 1510 SX        | T6MB1  | 6J2   | 1592        | 88/5400               | 132/3000                     | 1.110        | 158                           | 8,5                        | 1979–81             |
| 1510 SX        | 61A382 | 6J2   | 1592        | 90/5400               | 132/3000                     | 1.080        | 167                           | 8,4                        | 1981–82             |

## Talbot Solara

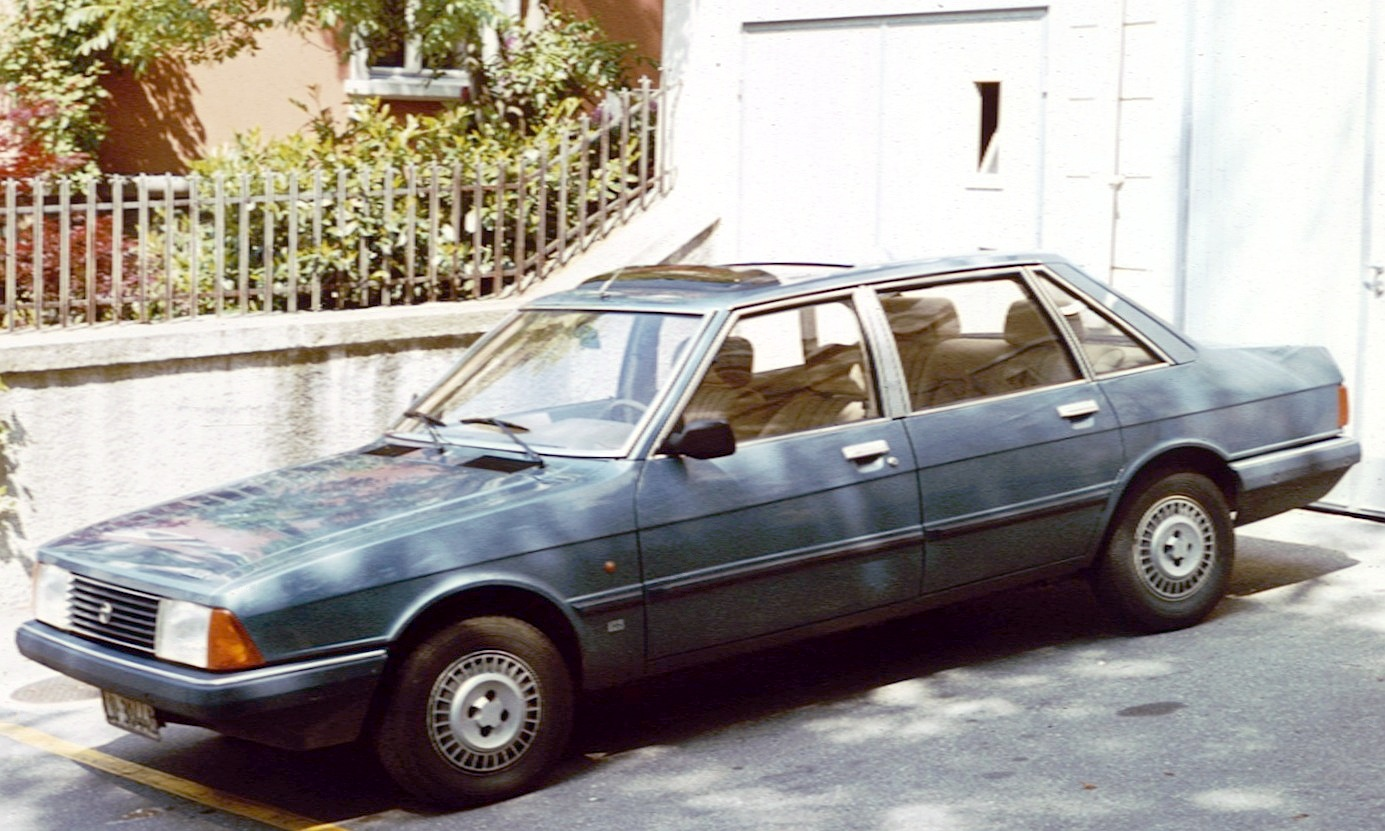
Stufenheckversion: Talbot Solara

Im April 1980 erschien die viertürige Stufenheckversion des C6, dessen Entwicklung noch von Chrysler Europe eingeleitet worden war. Das als Talbot Solara vermarktete Modell erfüllte die Erwartungen des PSA-Managements nicht. Die Verkäufe des Solara wirkten sich unmittelbar zulasten des 1510 mit Schrägheck aus, sodass das Ziel, mit dem Solara neue Kunden für die Marke Talbot zu gewinnen, verfehlt wurde. 

## Weitere Varianten

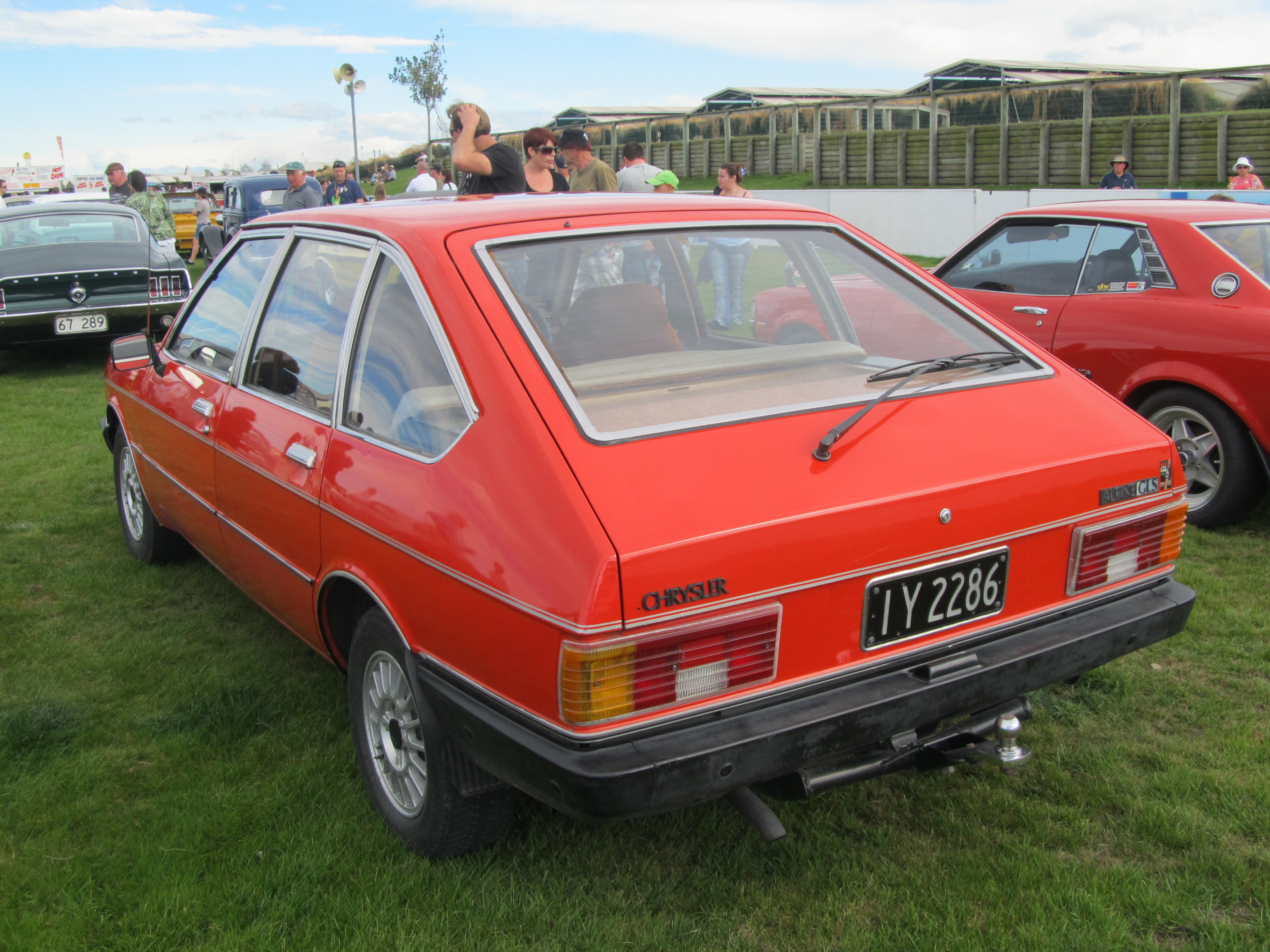
Chrysler Alpine aus neuseeländischer Produktion

In Kolumbien baute das bis 1979 zu Chrysler gehörende Werk Colmotores die Schräghecklimousine und vermarktete sie als Dodge Alpine. Produktion und Verkauf des Modells gingen auch nach der Übernahme von Colmotores durch General Motors im Jahr 1979 weiter. Sie endeten erst 1982.
In Finnland fertigte Valmet Automotive von 1979 bis 1985 den Talbot 1510 für den lokalen Markt.
In Neuseeland wurde das Modell von Todd Motors als Chrysler Alpine und später als Talbot SX hergestellt und vermarktet.
In Russland wurde der Moskwitsch-2141 dem Simca 1307 nachempfunden – abgesehen von der äußerlichen Ähnlichkeit bestand aber keine technische Verwandtschaft beider Autos. In der Presse wurde verbreitet, der französische Konzern PSA habe nach Produktionseinstellung des Simca 1307 und seiner Nachfolger die Produktionsanlagen und die Konstruktion selbst in die UdSSR verkauft. Moskwitsch erwarb zwar einige 1307- bzw. 1510-Modelle und untersuchte sie eingehend, der Aleko ist aber lediglich eine gelungene Kopie.